# Giorgio Melis
Giorgio Melis (Carbonia, 2 marzo 1958) è un allenatore di calcio ed ex calciatore italiano.

## Carriera

### Giocatore
Negli anni settanta ha indossato la maglia del Cagliari giocando come terzino e totalizzando 7 presenze nella stagione 1977-1978 in Serie B. L'esordio avviene in una partita contro il Palermo.
Dopo una parentesi con l'Almas Roma in Serie C2 ed il ritorno al Cagliari, dove ha collezionato una presenza in Serie A nella stagione 1979-1980, ha giocato per tre stagioni con il Matera in Serie C1 ed in Serie C2 e successivamente con il Carbonia, sempre in Serie C2.

### Allenatore
Dopo gli esordi negli anni novanta nei campionati dilettantistici, ha allenato per diversi anni la squadra Primavera del Cagliari raggiungendo per due volte i play-off scudetto; il 13 aprile 2010 sostituisce l'esonerato Massimiliano Allegri sulla panchina della prima squadra con la coadiuvazione di Gianluca Festa.
Al suo esordio da allenatore del Cagliari pareggia 2-2 con il Palermo.
A fine stagione viene sostituito da Pierpaolo Bisoli, quindi passa ad allenare gli Allievi Nazionali della squadra rossoblu.
Nel 2015 allena il Tortolì Calcio, squadra militante in Eccellenza. Ad ottobre dopo tre sconfitte consecutive rassegna le dimissioni.
Nel 2017 è direttore tecnico del Carbonia

## Statistiche

### Statistiche da allenatore
Statistiche aggiornate al 14 ottobre 2015.
| Stagione        | Squadra         | Campionato      | Campionato | Campionato | Campionato | Campionato | Coppe nazionali | Coppe nazionali | Coppe nazionali | Coppe nazionali | Coppe nazionali | Coppe continentali | Coppe continentali | Coppe continentali | Coppe continentali | Coppe continentali | Altre coppe | Altre coppe | Altre coppe | Altre coppe | Altre coppe | Totale | Totale | Totale | Totale | % Vittorie | Piazz.          |
| Stagione        | Squadra         | Comp            | G          | V          | N          | P          | Comp            | G               | V               | N               | P               | Comp               | G                  | V                  | N                  | P                  | Comp        | G           | V           | N           | P           | G      | V      | N      | P      | %          | Piazz.          |
| --------------- | --------------- | --------------- | ---------- | ---------- | ---------- | ---------- | --------------- | --------------- | --------------- | --------------- | --------------- | ------------------ | ------------------ | ------------------ | ------------------ | ------------------ | ----------- | ----------- | ----------- | ----------- | ----------- | ------ | ------ | ------ | ------ | ---------- | --------------- |
| apr.-giu. 2010  | Cagliari        | A               | 5          | 0          | 4          | 1          | CI              | -               | -               | -               | -               | -                  | -                  | -                  | -                  | -                  | -           | -           | -           | -           | -           | 5      | 0      | 4      | 1      | &0,00      | Subentrato, 16º |
| lug.-ott. 2015  | Tortolì         | Ecc.            | 5          | 1          | 1          | 3          | -               | -               | -               | -               | -               | -                  | -                  | -                  | -                  | -                  | -           | -           | -           | -           | -           | 5      | 1      | 1      | 3      | 20,00      | Dimissionario   |
| Totale carriera | Totale carriera | Totale carriera | 10         | 1          | 5          | 4          |                 |                 |                 |                 |                 |                    |                    |                    |                    |                    |             |             |             |             |             | 10     | 1      | 5      | 4      | 10,00      |                 |